# شانتال برونر
شانتال برونر (بالإنجليزية: Chantal Brunner) هي عداءة سريعة نيوزيلندية، ولدت في 5 نوفمبر 1970 في ويلينغتون في نيوزيلندا.

## وصلات خارجية
- شانتال برونر على موقع الاتحاد الدولي لألعاب القوى (الإنجليزية)
- شانتال برونر على موقع أوليمبيديا (الإنجليزية)
- شانتال برونر على موقع اتحاد ألعاب الكومنولث (مؤرشف) (الإنجليزية)